# Comitatul Clark, Indiana
Comitatul Clark, conform originalului din limba engleză, Clark County, este unul din cele 93 de comitate ale statului american Indiana. Conform recensământului Statelor Unite Census 2010, efectuat de United States Census Bureau, populația totală era de 96.472 de locuitori. Sediul comitatului este orașul Jeffersonville GR6.
Format din comitatul vecin, Knox, în februarie 1801, comitatul Clark se află în partea de sud-est a statului Indiana, fiind riveran fluviului Ohio și ocupând o suprafață de 974 km² din care 3 km² reprezintă apă.

## Geografie

### Comitate înconjurătoare
- Comitatul Scott - nord
- Comitatul Jefferson - nord-est
- Comitatul Trimble, statul  Kentucky - est
- Comitatul Oldham, statul  Kentucky - sud-est
- Comitatul Jefferson County, statul  Kentucky - sud
- Comitatul Floyd - vest
- Comitatul Washington - nord-vest

### Orașe - Cities și towns
- Borden
- Charlestown
- Clarksville
- Jeffersonville
- Sellersburg
- Utica

### Localități neîncorporate -Unincorporated communities
- Bethlehem
- Henryville
- Marysville
- Memphis
- Nabb
- New Washington
- Oak Park
- Otisco
- Speed
- Starlight
- Watson

### Localități dispărute - Ghost towns
- Oregon
- Port Fulton
- Springville

### Districte - Townships
- Bethlehem
- Carr
- Charlestown
- Jeffersonville
- Monroe
- Oregon
- Owen
- Silver Creek
- Union
- Utica
- Washington
- Wood

## Demografie
|  | Graficele sunt indisponibile din cauza unor probleme tehnice. Mai multe informații se găsesc la Phabricator și la wiki-ul MediaWiki. |

Date: Wikidata - grafică realizată de Wikipedia